# Lyrestad
Lyrestad ist ein Ort in der schwedischen Gemeinde Mariestad. Er liegt etwa 20 Kilometer nordöstlich der Stadt Mariestad an der Europastraße 20.
In Lyrestad kreuzt der Göta-Kanal die E 20 und die Bahnstrecke Gårdsjö–Håkantorp.
Die Schiffssetzungen von Böckersboda (schwedisch Böckersboda Skeppssättning), auch als Lyrestad 21:1 und Lyrestad 21:2 bezeichnet, liegen im Dorf Böckersboda bei Lyrestad auf einem Bergrücken.